# 데얀 라자레비치
데얀 라자레비치(슬로베니아어: Dejan Lazarević, 1990년 2월 15일 ~)는 슬로베니아의 축구 선수이다. 돔잘레에서 뛰고 있다.